# Протесты во Врадиевке
Протесты во Врадиевке (укр. Протести у Врадіївці) — акции народного неповиновения в посёлке городского типа Врадиевка Николаевской области и протесты в ряде населённых пунктов Украины, включая Киев, в период с 30 июня по 15 августа 2013 года. Рядом украинских политологов эти события оцениваются как пролог к Евромайдану.
Протесты были вызваны тем, что милиция и прокуратура Николаевской области и Врадиевского района в течение нескольких дней покрывали капитана и старшего лейтенанта милиции (а также их соучастника — местного таксиста), которые в ночь с 26 на 27 июня 2013 года совершили групповое изнасилование и «оконченное покушение на умышленное убийство, совершенное с особой жестокостью» в отношении жительницы поселка Врадиевка 29-летней Ирины Крашковой.
Также, руководители Врадиевской больницы отдавали распоряжения по уничтожению улик преступления и фальсифицировали результаты первичного медицинского обследования жертвы преступления.
Потерпевшая Ирина Крашкова указала на двух офицеров милиции — капитана Евгения Дрыжака и старшего лейтенанта Дмитрия Полищука, а также на местного таксиста Сергея Рабиненко (в материалах дела «Рабиненко», хотя во многих публикациях неправильно указана его фамилия как «Рябиненко»), который также работал егерем местного охотничьего хозяйства и имел судимость. Крашкова сказала, что насиловали её Дрыжак и Полищук (причём командовал всеми Дрыжак); избивали все трое, но наиболее зверски избивал Рабиненко (бил чем-то железным по голове). Отказ суда и милиции задержать главного подозреваемого (капитана Дрыжака) вызвал массовые акции неповиновения в райцентре Врадиевка.
В течение нескольких дней (с 30 июня до 3 июля) районное отделение милиции в райцентре Врадиевка было взято в осаду местными жителями и разгромлено (на митинги собиралось около тысячи жителей Врадиевки).
Только после штурма жителями райотдела милиции (в ночь с 1 на 2 июля, с 19:00 до 2:00 ночи) и после широкого резонанса в СМИ Украины и Верховной Раде 2 июля Дрыжак был арестован, а расследование взято под контроль руководства МВД и генпрокуратуры. Вскоре был задержан заместитель начальника Врадиевского райотдела милиции майор Михаил Кудринский, который покрывал преступление в течение недели (Дрыжак рассказал ему о преступлении и они вместе пытались «замять дело») — ему предъявлены обвинения в сокрытии тяжкого преступления. Также были отстранены от исполнения обязанностей, и вскоре уволены с должностей начальник Врадиевского РОВД, прокурор Врадиевского района, начальник УМВД в Николаевской области Валентин Парсенюк.
С целью добиться справедливого суда жители Врадиевки предприняли «поход на Киев» (который освещался практически всеми крупными телеканалами Украины) — за 11 дней (7—17 июля) они прошли около 400 км, проводя митинги протеста; с 18 июля по 15 августа проводили митинги в центре Киева, при поддержке оппозиционных партий. Также митинги, в поддержку врадиевских протестов, прошли в ряде городов Украины.
- На Викискладе есть медиафайлы по теме Митинг в Харькове

## «Врадиевское дело»
«Врадиевское дело», как и убийство Оксаны Макар, стало свидетельством разложения украинской милиции и прокуратуры. Дела о преступной деятельности (или преступной бездеятельности) милиции, особенно в случае тяжких преступлений против личности — на Украине стали нередко называть «вторая Врадиевка», «Врадиевка-2».
По данным соцопросов, за время правления президента Януковича авторитет милиции на Украине резко упал, и по состоянию на май 2013 года (опрос Института социологии Национальной Академии наук Украины) «полностью доверяют украинской милиции» лишь 1 % граждан, «скорее доверяют» 8 %, «скорее не доверяют» 36 %, совсем не доверяют 31 %.

## Личность потерпевшей
Ирина Крашкова, 29 лет, по специальности бухгалтер, работает продавщицей небольшого магазина во Врадиевке, семейное положение: разведена, вместе с сыном (11 лет) проживает в собственном доме в пгт Врадиевка. Во Врадиевке проживает также её замужняя сестра с семьёй, и их мать (69 лет). Сестра Ирины Крашковой позже погибла в автокатастрофе, возвращаясь с процесса по «врадиевскому делу».

## Состав преступления
27 июня 2013 года во Врадиевскую центральную районную больницу была госпитализирована жительница пгт Врадиевка Ирина Крашкова, которая сообщила, что прошлой ночью её изнасиловали, сильно избили и пытались убить.
Согласно показаниям Ирины Крашковой, 26 июня около половины двенадцатого ночи она заходила на дискотеку в центре Врадиевки (дискотека расположена около её дома, и женщина зашла туда буквально на десять-двадцать минут, не нашла свою знакомую и пошла домой). Однако на пустынной улице около дискотеки её силой втянули в автомобиль два сотрудника местной милиции, которых она знала в лицо. В ответ на требование выпустить её из машины милиционеры начали её жестоко избивать:

«„Били кулаками и ещё чем-то, потому что на голове 6 или 5 резаных ран, прямо зашивали мне голову. Били очень, маты всякие. Я не знаю, они, видимо, были пьяны или под наркотиками, потому что глаза были очень страшные у всех“, — рассказывает сама Ирина о происшедшем».
Во время избиения автомобиль отъехал на десять километров от Врадиевки и остановился в лесополосе около села Сырово. Там сотрудники милиции её изнасиловали, при этом (вместе с таксистом) жестоко избивали, проломив череп, от чего она потеряла сознание. Также они сорвали с неё абсолютно всю одежду, а поскольку она потеряла сознание, то преступники приняли её за мертвую и договорились между собой поехать за лопатой, чтобы закопать тело. Однако женщина очнулась и сумела отползти от места преступления и спрятаться в траве. Вскоре преступники вернулись, искали её, но не смогли найти.
Потерпевшая, несмотря на тяжкие телесные повреждения (череп был пробит в нескольких местах), сумела пройти несколько километров (иногда падала и теряла сознание) и на рассвете добралась до мельницы на краю поля у села Сырово, где была дежурная работница:
«Я вышла, увидела: стоит голая женщина, прикрывается лопухами и держит босоножки в руках»
На мельнице ей дали одежду и помогли добраться до Врадиевской центральной районной больницы. Потерпевшая была в сознании и назвала нападавших — капитана милиции Евгения Дрыжака, старшего лейтенанта Дмитрия Полищука, таксиста Рабиненко. Позднее на повторном опознании, которое проходило в палате потерпевшей, она ещё раз указала на Евгения Дрыжака
На следующий день были задержаны только двое подозреваемых в совершении изнасилования — ст. лейтенант Полищук и Рабиненко. Позднее прокурор Врадиевского района подтвердил, что один из задержанных является сотрудником милиции.
Капитан Дрыжак не был задержан, так как по свидетельству заместителя начальника Врадиевского отделения милиции Кудрицкого, записи камер наблюдения, установленные в отделении милиции, подтверждают, что он в то время находился на дежурстве, также о наличии Дрыжака на рабочем месте заявили пятеро милиционеров Врадиевского РОВД.
Однако позже выяснилось, что:
- В действительности на камерах наблюдения видна лишь темнота, поскольку в помещении, где они были установлены (и на выходе из отделения милиции) в ту ночь был выключен свет.
- Также в райотделе милиции существует чёрный ход, который находится вне зоны видимости камер наблюдения (в этой части здания их не установили) и через который капитан Дрыжак мог выйти незамеченным[28].

### Родственные связи преступников с руководителями милиции и прокуратуры Николаевской области
Одной из причин того, что областная милиция и прокуратура покрывали данное преступление — пресса считает тот факт, что преступники имели влиятельных родственников на уровне области:
- старший лейтенант милиции Полищук является племянником прокурора Заводского района Николаева Сергея Полищука[6];
- капитан Дрыжак является крестником начальника управления милиции в Николаевской области — генерал-майора Валентина Парсенюка: «Парсенюк — это бывший начальник Врадиевского райотдела милиции, до того — парторг колхоза „Победа“, заместитель председателя колхоза „Украина“ Врадиевского района, руководитель Врадиевской райсельхозхимии. Именно поэтому семена подсолнечника, которые менты ограбили у Корнацкого, они повезли на Врадиевский элеватор. Там было все договорено через Парсенюка. Сейчас Парсенюк спасает своего крестника, — утверждает адвокат Монтян»[29].

### Не раскрыты аналогичные изнасилования и убийства во Врадиевке
На митинги во Врадиевке многие жители приходили с портретами своих родственников, которых они считали пострадавшими от действий или бездействия милиции. В частности, жители говорили о нескольких нераскрытых жестоких изнасилованиях и убийствах последних лет:
- Убийство 15-летней школьницы из Врадиевки Алины Поркул (изнасилование и убийство произошло в январе 2011 года, в центре города, в восемь часов вечера[30]. Девушке были нанесены подобные тяжёлые ранения головы, пробит череп). Жители подозревают, что к этому преступлению имели отношение сотрудники милиции, в частности Дрыжак и Полищук[31].
- Дочь Людмилы Яковецкой в середине 2010 года изнасиловали и убили в недостроенной больнице Врадиевки: «Такая же ситуация. И эти же изверги её нашли там. Четыре дня никто не мог найти, а они её нашли. Потому что они знали, где они её закопали. И им так это с рук сошло», — говорит Людмила, которая потеряла дочь. «Там точно такие же признаки преступления были. Ещё хуже. С живой скальп сорван, щебень во влагалище напихан. Всё вывернуто. Это только изверг этот (то есть Дрыжак) мог сделать, больше никто»[30].

4 июля 2013 начальник главного штаба МВД Украины Владимир Березан сообщил, что «дело Алины Поркул» объединят с «делом Крашковой». 5 июля 2013, перед заседанием Коллегии МВД Украины министр Виталий Захарченко сказал:

— «Хуже всего, что люди боялись говорить… „Все всё знают, но молчат“. Меня поразил мужчина, который 7 лет боялся рассказать о преступлении».

## «Оборотни в погонах»

### Слухи о «милицейском борделе» в Сырове
После увольнения начальника областного управления милиции в Николаевской области Валентина Парсенюка жители Врадиевки и Сырова сообщали журналистам, что якобы в Сырове у Парсенюка имелось заведение, которое жители называли «милицейским борделем». Однако дом, на который указывали местные жители во время расследования «Врадиевского дела», стоял пустым, и «собственными глазами, как сюда привозили девушек, никто не видел».
Сама Крашкова также ничего не слышала об этом заведении: «Я не знаю, куда меня везли. Я знаю, что меня завезли в лесополосу. Я слышала только, что Дрыжак где-то скрывается в Сырове после того, как заявление было написано на всех них».

### Круговая порука в структурах милиции Врадиевского района и Николаевской области
Преступление во Врадиевке вызвало такое большое возмущение на Украине, поскольку оно явилось преступлением не одного и даже не двух офицеров милиции, а в сокрытии этого преступления принял участие практически весь личный состав Врадиевского РОВД, врачи Врадиевской районной больницы и руководители Врадиевского района, прокуратура района и области — в частности, о наличии Дрыжака на рабочем месте заявили пятеро милиционеров Врадиевского РОВД (среди них заместитель начальника Врадиевского отделения милиции Кудрицкий). Также, прокуратура Николаевской области заявляла, что у Дрыжака есть алиби.
О недоверии руководства МВД Украины к милиции области говорит и тот факт, что охрану Крашковой (со 2 августа 2013) не доверили областной милиции, а во Врадиевку были срочно переброшены сотрудники спецназа СБУ «Альфа».
5 августа 2013 СМИ сообщили, что сотрудники «Альфы» перевозили в Николаев врадиевских милиционеров-свидетелей. Перевозка осуществлялась не в автозаке, а в микроавтобусе без эмблем правоохранительных органов. Всего в микроавтобусе находилось пять человек. В центре Николаева в микроавтобус «Альфы» (марка Hyundai H1) врезался автомобиль ВАЗ-2109 с опознавательными знаками спецподразделения «Титан», в котором ехали два сотрудника подразделения «Титан» («Титан» специализируется на охране высокопоставленных чиновников, входит в «Государственную службу охраны при МВД Украины»). Удар был такой силы, что микроавтобус перевернулся на бок. В больницу были доставлены 7 человек из обоих автомобилей, двое из них получили тяжёлые черепно-мозговые травмы. Это происшествие комментировалось в прессе как попытка запугать свидетелей «Врадиевского дела».
8 октября 2013 года начались слушания в суде. Адвокаты обвиняемых сделали заявление, что не было самого факта изнасилования и покушения на убийство Крашковой. В доказательство они привели ряд экспертиз и свидетельства милиционеров Врадиевского РОВД — милиционеры дали показания, что ещё в 1:52 ночи видели во Врадиевке Полищука, а также видели Крашкову во Врадиевке в то время, когда её на самом деле уже насиловали у села Сырово. Судьи дают возможность делать пространные заявления об отсутствии преступления, но, например, отказались оглашать в суде показания свидетеля, отмывавшего машину, в которой было совершено преступление — судья заявил, что данные о наличии крови в машине являются «тайной следствия». Также суд даже не рассматривает вопрос о сговоре медиков и подозреваемых с целью фальсификации медицинских экспертиз. В ответ Крашкова заявила о ненадлежащем ведении суда судьями:
- «Несмотря на резонанс „Врадиевского дела“, доказывать в суде то, что над тобой надругались, изнасиловали, пытались убить — почти так же трудно, как пережить все эти издевательства»[38]; «если защитить себя не получится у меня — женщины, к трагедии которой приковано внимание всей страны, то не получится ни у кого»[38].

Относительно свидетельских показаний милиционеров Врадиевского РОВД она сказала: «Такое впечатление, что меня всё РОВД видело, но больше (не видел) никто».

## Медики во «Врадиевском деле»
Массовые выступления во Врадиевке были спровоцированы действиями не только милиции, но и врачей Врадиевской больницы.
4 июля 2013 г. прокурор Николаевской области Андрей Курысь на пресс-конференции заявил:
- «в ходе следственных действий следователи прокуратуры получили информацию, что главный врач Врадиевской центральной районной больницы Оксана Ростова, жена главы Врадиевской райгосадминистрации Виталия Ростова, якобы фальсифицировала первоначальный акт обследования пострадавшей Крашковой. Она будто бы пыталась оказывать давление на персонал больницы, чтобы в акте обследования было записано, что пострадавшая вела беспорядочную половую жизнь, а её повреждения были обозначены как „легкие телесные“. Кроме того, о попытке изнасилования врачи попытались умолчать», «Могу сказать, что экспериментальные образцы брали представители судебно-медицинской экспертизы. Но эти факты будут проверяться»[39].

3 июля оппозиционный депутат Олег Медуница («Батькивщина») сообщил, что главврач Оксана Ростова требовала от врачей, чтобы в медицинском заключении были указаны лёгкие телесные повреждения и не указано изнасилование.
Об Оксане Ростовой известно также, что она является депутатом районного совета (с 2010 года) от партии Яценюка «Фронт перемен»; в настоящее время она — член «Партии регионов».

### Ход лечения Крашковой
27 июня 2013 Ирина Крашкова поступила во Врадиевскую центральную районную больницу. В составленном там медицинском заключении было указано, что у неё обнаружены лишь лёгкие телесные повреждения и не было указано, что она была изнасилована (биологические материалы были взяты у неё, но потом утеряны). Именно на основании этого медицинского заключения милиция открыла уголовное производство по статье 125 УК Украины (Нанесение лёгких телесных повреждений).
Однако, на следующий день был вызван нейрохирург из Больницы скорой медицинской помощи (БСМП) города Николаева. Нейрохирург приехал без транспорта (поскольку ему сообщили диагноз «лёгкие телесные повреждения»), однако, осмотрев больную, принял решение о немедленной транспортировке Крашковой в Николаев. 28 июня Крашкова была перевезена в БСМП Николаева, где ей поставлен диагноз:
- «открытые переломы черепа в нескольких местах, резаные раны головы, лица, множественные ушибы и гематомы. Ирине уже сделаны (до 4.7.2013) две хирургические операции, состояние её расценивается как тяжелое»[39].

Однако уже 1 июля Крашкову выписали из больницы и доставили в её дом во Врадиевке, хотя она оставалась в тяжёлом состоянии (достаточно сказать, что 6 июля в СМИ прошло сообщение о том, что ей вскоре должны поставить титановую пластину для замещения пробитых костей черепа).
Именно после того, как 1 июля односельчане увидели состояние Крашковой, во Врадиевке начался сход жителей, который закончился штурмом райотдела милиции.
2 июля 2013 года (после штурма райотдела милиции) Ирина Крашкова была возвращена в Больницу скорой помощи города Николаева, в отделение нейрохирургии, и там она лечилась до 5 августа. Её палата находилась под охраной сотрудников спецподразделения «Альфа».
Тогда же, 5 августа, действия подозреваемых переквалифицированы с ч. 1 ст. 121 УК Украины (нанесение тяжких телесных повреждений) на более тяжкое преступление — ч. 2 ст. 15 п.п. 4,6,9,12 и ч. 2 ст. 115 (совершение оконченного покушения на умышленное убийство, совершенное с особой жестокостью, из корыстных побуждений, с целью скрыть другое преступление, по предварительному сговору группой лиц).
По состоянию на октябрь 2013 (когда проходил суд), Крашкова говорила, что чувствует себя очень плохо (из-за этого несколько раз переносили заседание суда), её мучили боли в голове, плохая память, чувство подавленности; операцию с установлением титановой пластины она отложила до окончания суда.

#### В ноябре 2013 Ирине Крашковой дали вторую группу инвалидности
5 ноября 2013 Ирине Крашковой дали вторую группу инвалидности. На судебные заседания она прекратила ходить с конца октября 2013, в связи с лечением:
- «Ирина каждый день ходит в больницу и лечится на стационаре. Поэтому на судебные заседания она не ходит», — сказал её адвокат Руслан Радецкий[45].

### Тема медицинского заключения в суде
На суде (10-13 октября 2013) развернулась полемика вокруг вопроса о медицинских заключениях и экспертизах:
- Адвокаты подозреваемых стали заявлять, что Крашкову никто не насиловал, поскольку были проведены три экспертизы, но из них в двух первых вообще не было обнаружено присутствия мужской ДНК, а в третьей (проведенной в лаборатории Одессы, 6 августа) хотя и была мужская ДНК, но эксперты не смогли определить, кому она принадлежала[46].
- Защита Крашковой заявляет, что, во-первых, биологические материалы были взяты абсолютно непрофессионально, а во-вторых, гинеколог Врадиевской ЦРБ умышленно уничтожила первичный биоматериал Крашковой[41].
- 12 октября 2013 в суде был представлен доклад (подготовленный СБУ и МВД для генпрокурора Пшонки) в котором утверждается, что во Врадиевской больнице не должны были брать биоматериалы Крашковой, поэтому не виновны в его отсутствии. Также в докладе утверждается, что медики Врадиевской больницы не фальсифицировали медицинское заключение. Но эти положения доклада входят в противоречие с тем фактом, что «изначально с подачи медиков милиция открыла уголовное производство только по статье 125 УК Украины (Нанесение легких телесных повреждений)»"[41]. Защита Крашковой считает, что такая позиция прокуратуры вызвана желанием снять ответственность с главврача больницы Оксаны Ростовой, поскольку она является женой главы Врадиевской районной госадминистрации. Для выхода из сложившейся ситуации суд решил не рассматривать вопрос о фальсификации медицинского заключения, а 10 октября 2013 был приглашён медицинский эксперт из города Первомайска, который сделал заключение о том, что Крашкова была изнасилована и ей нанесены тяжкие телесные повреждения[47].

По состоянию на октябрь 2013 года, никто из медиков не был привлечён к уголовной или административной ответственности по «Врадиевскому делу».

## Протесты

### Начало протестов
30 июня 2013 года жители поселка Врадиевка вышли к районному отделению милиции с требованием задержать третьего человека, на которого указала потерпевшая, до сих пор находящегося на свободе. К поселку были стянуты силы специального подразделения «Беркут» МВД.
Вечером того же дня перед зданием районного суда состоялся митинг местных жителей, в котором приняло участие более 300 человек, с требованием выбрать в виде меры пресечения задержанным по делу изнасилованной женщины содержание под стражей. Адвокаты задержанных ходатайствуют перед судом, чтобы их подзащитных отпустили под залог. По утверждению портала «Преступности. НЕТ», ситуацию в пгт Врадиевка накаляет тот факт, что к жителям не вышли ни поселковый председатель, ни председатель Врадиевской РГА, ни другие представители власти, а в райцентр стянуты милицейские подразделения из ближайших районов. Поздно вечером митингующие под судом требовали задержания ещё одного насильника — Евгения Дрыжака. Когда двух задержанных пытались вывезти в автозаке из суда, то толпа преградила дорогу машине, а в здание учреждения полетели камни и яйца. С трудом милиция вывезла подозреваемых с места событий.

### Штурм райотделения милиции
1 июля в 19 часов примерно 1 тыс. жителей Врадиевки собралась возле районного отдела МВД с требованием арестовать капитана милиции Евгения Дрыжака. Около 21 часа эту толпу попытался успокоить начальник УМВД в Николаевской области генерал-майор Валентин Парсенюк. Увидев в помещении райотдела Евгения Дрыжака, разъяренные люди, схватив палки и камни, попытались прорваться в здание. В ответ милиционеры применили слезоточивый газ, отбив тем самым атаку. Скорая забрала нескольких пострадавших, а граждане, когда стемнело, выбили стекла в райотделе.
По факту нападения на Врадиевский райотдел милиции возбуждено уголовное дело по ч. 4 ст. 296 Уголовного кодекса Украины («хулиганство, совершенное группой лиц») и по ч. 1 ст. 194 («умышленное уничтожение или повреждение имущества»).

## Реакция руководства МВД, президента Украины, оппозиционных политиков, профсоюзов, церкви
2 июля 2013 стало известно, что министр внутренних дел Виталий Захарченко отстранил Валентина Парсенюка от исполнения обязанностей начальника УМВД в Николаевской области. Позже стало известно, что начальник Врадиевского РОВД также был уволен.
В тот же день под личный контроль ситуацию по расследованию Генеральной прокуратурой Украины уголовного дела в изнасиловании Ирины Крашковой принял Президент Украины Виктор Янукович.
2 июля депутаты Верховной Рады от оппозиционных фракций потребовали немедленного отчёта министра внутренних дел Виталия Захарченко перед депутатами. В своем отчёте министр отметил, что причиной протестов во Врадиевке является «безответственное отношение к исполнению своих обязанностей отдельными работниками, прежде всего руководителями разного уровня, и желание создать мнимое благополучие», скрытие местной милицией информации, из-за чего МВД получило оперативную сводку только 29 июня. Комментируя ход расследования дела, министр отметил, что результаты эксперитизы будут проверяться также в Одессе и Киеве, личный состав районного отделения будет переаттестован, а во Врадиевку будут направлены сотрудники внутренней безопасности и инспекции личного состава для проведения служебного расследования. Он отметил, что формы протеста, выбранные жителями Врадиевки, недопустимы.
3 июля оппозиционные фракции в Верховной Раде Украины выступили с заявлением, в котором требовали увольнения местных чиновников, в частности начальника Николаевского УМВД Валентина Парсенюка и Председателя Николаевской ОГА Николая Круглова.

### Реакция политических деятелей
Народный депутат Украины Геннадий Москаль высказал мнение, что Виталий Захарченко должен был в первый день протестов приехать во Врадиевку, а своими бездарными действиями власть спровоцировала бунт, который назревал с 2011 года, когда была убита 15-летняя местная девочка. Кроме того, потерпевшую должны были доставить в госпиталь МВД или в Феофанию.
Бывший министр внутренних дел Украины Юрий Луценко заявил, что после событий во Врадиевке райотдел милиции должен быть распущен без права восстановления на работе всех его сотрудников, а для изменения системы правоохранительных органов следует освободить всех их сотрудников и с нуля комплектовать эти ведомства.
В то же время местные жители рассказали, что произвол милиционеров во Врадиевке был и в 2006 году, когда МВД возглавлял сам Юрий Луценко.
Народный депутат Украины Эдуард Леонов 3 июля выступил с заявлением, что «в течение 3-х последних лет райотдел милиции изнасиловал и убил 5 женщин. Пытали 5 мужчин с принуждением признать себя виновными в этих изнасилованиях и убийствах. Трое из них повесились, один умер дома от пыток».

### Реакция общественных деятелей и организаций
Профсоюз аттестованных работников органов внутренних дел опубликовал заявление, в котором выразил соболезнования пострадавшей и отметил, что причиной событий во Врадиевке стали «сложные и глубинные» проблемы правоохранительной системы, требующие решения на государственном уровне, а милиция должна «очиститься от нерадивых работников, которые пренебрегают честью и достоинством, подобающими правоохранителям».
Украинская православная церковь Киевского патриархата выступила с заявлением об осуждении преступления и о поддержке права людей на самостоятельную защиту закона, когда милиция сама оказывается замешанной в беззаконии..

## Общественный резонанс

### Митинги против произвола милиции
| Город           | Акции протеста |
| --------------- | --- |
| Джанкой         | 6 июля 2013 года митинг под названием «Бандиты и милиция — одна коалиция» прошёл под зданием Джанкойского ГО МВД Украины. |
| Днепропетровск  | 3 июля 2013 года прошёл митинг у здания МВД в поддержку жителей Врадиевки. |
| Донецк          | 6 июля состоялся митинг блогеров и гражданских активистов у Донецкого областного управления МВД. Кроме событий во Врадиевке поднимались вопросы о безнаказанности совершавших преступления работников милиции Донецкой области. |
| Запорожье       | 5 июля пользователи социальных сетей провели пикет у Запорожской облгосадминистрации в поддержку жителей Врадиевки. 18 июля прошёл ещё один митинг возле здания управления милиции в Запорожской области в поддержку жителей Врадиевки и гражданской активистки Раисы Радченко, которую суд отправил на принудительное лечение в психиатрическую больницу. Также рядом прошёл антифашистский митинг. |
| Ивано-Франковск | 4 июля под зданием Ивано-Франковского областного управления МДВ прошёл митинг «Ещё немного — и взорвется». В ходе митинга пострадал один милиционер, получивший ожог от петарды. |
| Киев            | 2 июля 2013 года акция в поддержку протестующих во Врадиевке состоялись на улице Банковой вблизи Администрации Президента Украины, на котором участники выразили поддержку жителям посёлка и требовали права на протест. 4 июля состоялся перформанс у здания Министерства внутренних дел с требованием отставки министра внутренних дел. |
| Кривой Рог      | 5 июля 2013 года состоялся митинг, организованный ветеранами Афганистана и «Лигой предпринимателей Кривого Рога». В митинге приняли участие и представители оппозиционных партий. |
| Луганск         | 4 июля 2013 года небольшой пикет прошёл у здания Луганской гособладминистрации. |
| Львов           | 2 июля 2013 года пикет состоялся возле областного управления МВД с требованием наказания и освобождения виновных в изнасиловании. 3 июля львовяне провели повторный пикет под зданием областного управления МВД. |
| Николаев        | 4 июля 2013 года состоялся митинг солидарности с жителями Врадиевки. Митинг прошёл на площади Ленина, присутствовало около 200 человек.. |
| Первомайск      | 26 июля состоялся митинг на центральной площади Первомайска против произвола милиции с требованием создания следственной комиссии относительно злоупотреблений работниками Первомайского горотдела, её полного расформирования, увольнения Людмилы Никитиной, а также увольнения председателя Николаевской ОГА Николая Круглова. После этого митингующие двинулись к Первомайскому ГРОВД, где резолюцию передали начальнику местного отделения милиции. Также перед митингом сообщалось, что в Первомайск стягиваются спецподразделения «Беркута» из соседних областей.                         |
| Одесса          | 4 июля 2013 года на Театральной площади состоялся митинг в поддержку жителей Врадиевки. Участники митинга подписали обращение о необходимости введения выборности судей и прокуроров. |
| Симферополь     | 6 июля 2013 года митинг прошёл у здания главного управления МВД Украины в Крыму. |
| Харьков         | 5 июля 2013 года состоялись два митинга. Один митинг, организованный партией УДАР, прошёл возле здания Харьковского областного управления милиции. Второй митинг, организованный пользователями социальных сетей, прошёл на площади Свободы возле здания Харьковской обладминистрации. К митингующим на площади вышел губернатор Михаил Добкин, вступил в дискуссию с участниками митинга, осудил преступление во Врадиевке и оборотней в погонах, высказался и по другим резонансным делам, связанным с милицией, вроде конфликта между судьёй и милицией в харьковском ресторане «Старгород». |

### Столкновения у райотделов милиции в других городах
12 июля 2013, во время столкновений частных предпринимателей и общественных активистов на киевском рынке «Путь» в Святошинском районе, от действий милиционера пострадала активистка Коалиции участников оранжевой революции. Вечером того же дня под стенами Святошинского РОВД Киева состоялись массовые столкновения с милицией, во время которых был поврежден забор и пострадали 6 правоохранителей. Один из сотрудников правоохранительных органов вырвал у журналиста видеокамеру и убежал с ней в райотдел. Люди пытались ему помешать, однако задержать его не вышло. Позднее министр внутренних дел Виталий Захарченко заявил, что инициаторы штурма Святошинского райотдела будут наказаны.

### Кадровые перестановки
2 июля 2013 года был уволен начальник Врадиевского РОВД, а исполняющим обязанности начальника Врадиевского райотдела милиции в тот же день был назначен подполковник милиции Валерий Коба.

## Поход на Киев с требованием отставки министра внутренних дел Захарченко
С 7 по 17 июля 2013 жители Врадиевки (несколько десятков человек) пешим порядком отправились в Киев («поход на Киев», который освещался практически всеми крупными телеканалами Украины). Они прошли около 400 км по маршруту: Врадиевка, Первомайск, Голованевск, Умань, Монастырище, Жашков, Белая Церковь, Фастов, Васильков, Киев (Майдан Независимости)". Главным их требованием было наказание виновных во врадиевском преступлении и в других преступлениях милиции. Также они требовали отставки министра внутренних дел Захарченко.
Колонна шла под государственными знамёнами Украины и знамёнами оппозиционных партий (поскольку к жителям Врадиевки примкнуло несколько десятков активистов «Батькивщины», «Удара», «Свободы»).

### «Врадиевское шествие» в Киев и митинг на Майдане Независимости
18 июля 2013 прошел митинг под зданием Министерства внутренних дел Украины, в ходе которого состоялась встреча жителей Врадиевки с Виталием Захарченко. Позже протестующие начали акцию на Майдане Независимости.
Поздно вечером 18 июля 2013 спецподразделение «Беркут» разогнало палаточный лагерь митингующих на Майдане Независимости. Во время столкновений, которые продолжались около 40 минут, были уничтожены 2 палатки и пострадали участники акции протеста и журналисты.
После этого 7 участников митинга были оштрафованы на суммы от 85 до 107 гривен, а дела против ещё 2 были закрыты за отсутствием состава преступления. 22 июля 2013 года Шевченковский районный суд Киева сначала закрыл дело о нарушении порядка организации и проведения собраний, митингов, уличных шествий и демонстраций против организатора Врадиевского шествия Василия Любарца, но в тот же день по другому административному протоколу с такой же формулировкой он был арестован на 10 суток. Впоследствии ещё одного координатора Врадиевского шествия Владимира Иванова оштрафовали на 170 гривен.
После этого инцидента Национальный союз журналистов Украины и Независимый медиапрофсоюз Украины обратился к президенту Украины Виктору Януковичу с требованием расследовать инцидент, в котором пострадали журналисты, наказать виновных, включая министра внутренних дел Виталия Захарченко, и провести реформу милиции. Также заявление с требованием отставки Захарченко распространила «Батькивщина». Кроме того, Независимый медиапрофсоюз Украины обратился к Генеральному прокурору Украины Виктору Пшонке с требованием возбудить уголовное дело против Виталия Захарченко и других руководителей, причастных к разгону митинга на Майдане Независимости и избиению журналистов.
26 июля 2013 года Административный окружной суд Киева принял решение о запрете участникам «Врадиевского шествия» проводить мирное собрание на Майдане Независимости, но они отказались покидать место митинга.
27 июля 2013 года (в день 1025-летия крещения Киевской Руси) на Майдане Независимости состоялась ещё одна акция против милицейского произвола, во время которой, по информации правоохранительных органов, были задержаны 10 человек, а по информации протестующих — 6 человек, стоявших с государственными флагами, а также мужчину и женщину, которые пытались запустить воздушные шары с перечеркнутым портретом Януковича. Позже суд оштрафовал шестерых участников акции на сумму 170 грн каждого.
15 августа 2013, состоялся ещё один митинг на Майдане Независимости, в ходе которого было объявлено, что 15 августа суд запретил любые митинги в центре Киева в период с 16 по 27 августа в связи с празднованием Дня Независимости Украины. Координатор «Врадиевского шествия» Василий Любарец сообщил, что врадиевцы вернутся в Киев 2 октября 2013 года, и продолжат бессрочный митинг.

## Расследование и суд
2 июля 2013 года Генеральный прокурор Украины Виктор Пшонка после совещания с руководством МВД и СБУ заявил, что требует от руководителей этих силовых ведомств — Виталия Захарченко и Александра Якименко соответственно — к концу недели представить отчет о событиях во Врадиевке и объяснения, почему в спецсообщении не было упомянуто о факте изнасилования 29-летней девушки. Он также распорядился активизировать расследование уголовных дел, связанных с убийствами последних лет во Врадиевском районе.
2 июля стало известно, что капитан Евгений Дрыжак, ареста которого требуют протестующие и который, по словам пострадавшей, принимал участие в изнасиловании, находится в Николаевской областной прокуратуре. 3 июля решением суда он был арестован.
5 июля судом в Николаеве по подозрению в сокрытии этого преступления был арестован заместитель начальника РОВД во Врадиевке Михаил Кудринский.
21 июля стало известно, что, по мнению адвокатов Ирины Крашковой, это дело должно быть переквалифицировано с «разбойного нападения с причинением тяжких телесных повреждений и изнасилования» на «покушение на умышленное убийство».
26 июля 2013 года при участии Ирины Крашковой был проведен следственный эксперимент с целью воспроизведения событий, случившихся в ночь изнасилования.
18 октября Крашковой стало плохо в суде и её госпитализировали. После этого она ни одного раза не была на заседаниях в зале суда по причине плохого самочувствия.
7 ноября 2013 г. адвокат Крашковой Руслан Радецкий заявил ходатайство об отводе судей по «Врадиевскому делу» на том основании, что они отказались показать в суде видео с камер наблюдения в райотделе милиции (это видео первоначально считалось «алиби Дрыжака», хотя на нём была видна лишь темнота) и видео с воспроизведением преступления с участием Крашковой. Однако судьи отклонили ходатайство об их отводе.

### Дополнительные обстоятельства
Как отметил журналист Владимир Бойко, в попытке рейдерского захвата агрофирмы Корнацких в селе Чаусово Второе Первомайского района Николаевской области принимали участие правоохранители Врадиевского райотделения милиции, а Евгений Дрыжак является доверенным лицом Парсенюка в этом райотделе. Награбленное зерно в Первомайском районе свозили именно к Врадиевскому элеватору.
25 июля 2013 стало известно, что в действиях Дмитрия Полищука и Евгения Дрыжака выявлен ряд должностных преступлений, совершенных ими при исполнении служебных обязанностей.

### Две несовершеннолетние девушки написали заявления на таксиста Рабиненко
23 ноября 2013 года в суде были оглашены заявления двух несовершеннолетних девушек из Врадиевки (14 и 16 лет):
- Первая утверждала (на суде она давала показания с закрытым лицом), что год назад Рабиненко рассказывал в компании друзей, что он недавно раздел догола девочку — снял с неё всю одежду и отпустил голой, велев идти в таком виде во Врадиевку. «Я это услышала и стала говорить ему — ты дурак, психически нездоровый человек. Он вскипел, повалил меня на пол и стал бить ногами по почкам, по животу». От ударов девушка потеряла сознание. Рабиненко с друзьями отвёз её в больницу и запретил жаловаться в милицию. Это произошло год назад.
- Вторая рассказала, что у неё как-то возник незначительный конфликт с Рабиненко и тот сильно ударил её ногой по левой ноге, так что она не могла ходить несколько дней.

Однако прокуратура отказала в возбуждении дела против Рабиненко по этим эпизодам, сославшись на то, что с момента совершения преступления прошло около года в одном случае и около 11 месяцев — в другом

### Приговор
29 ноября 2013 года суд огласил версию суда о данном преступлении. Прокуратура потребовала для виновных наказание: Дрыжаку и Полищуку по 15 лет, Рабиненко — 10 лет; Кудринскому — 5 лет.
29 ноября 2013 Первомайский районный суд Николаевской области вынес приговор по «Врадиевскому делу»:
- Евгению Дрыжаку и Дмитрию Полищуку — по 15 лет лишения свободы, с полной конфискацией имущества[125]; с лишением званий капитана и лейтенанта, с запретом на три года работать в правоохранительных органах. Также они должны выплатить каждый по 150 тыс. гривен (примерно $21 тыс.) моральной компенсации Крашковой; и втроём с таксистом Рабиненко выплатить 10 тыс. грн. за лечение Крашковой.
- Сергею Рабиненко — 11 лет лишения свободы, с полной конфискацией имущества. Он обязан выплатить Крашковой компенсацию в 100 тыс. грн. за моральный ущерб.
- Бывшему майору Михаилу Кудринскому — лишение звания майора, 5 лет[125] 2,5 года лишения свободы и три года — запрет на работу в правоохранительных органах; он должен выплатить штраф 10 тыс. грн.[126][125]

Надо отметить, что в зале суда сторона обвиняемых неоднократно угрожала Крашковой и её родственникам; в том числе, после оглашения приговора гражданская жена Дрыжака Юлия Ткачук кинулась на Крашкову с угрозами убийства: «Недолго тебе, с*ка, осталось!» Суд на эти угрозы не отреагировал.
После оглашения приговора Ирина Крашкова сказала, что боится угроз со стороны родственников Дрыжака: мать Дрыжака кричала, обзывалась, и намекнула, что с сыном Крашковой «может что-то случиться»; а его невеста Юлия Ткачук угрожала самой Крашковой. Крашкова сказала, что боится за жизнь своего сына и за свою жизнь. Она сказала также, что напишет заявление в милицию, чтобы уберечь свою семью от расправы.

## Гибель сестры Крашковой
30 ноября 2013 года сестра Ирины Крашковой — Татьяна — вместе с мужем возвращались из Николаева, куда они приезжали на вынесение приговора по делу Крашковой. Около города Черноморска (Одесской области) на Овидиопольской дороге в их автомобиль «Мерседес» врезался автомобиль «Шевроле», за рулём которого был работник Одесской областной прокуратуры. Указанный автомобиль «Шевроле» выехал на встречную полосу, произошло лобовое столкновение. Сестра Крашковой погибла на месте аварии, её муж попал в реанимацию в тяжёлом состоянии; работник прокуратуры остался в живых, был доставлен в больницу, где у него «остановилось сердце».
Прокуратура сообщила, что в крови мужа Татьяны (который был за рулём «Мерседеса») алкоголя не обнаружено; содержание алкоголя в крови работника прокуратуры официально не обнародовалось, однако пресса утверждает, что в его крови найдено 3,6 промилле алкоголя (это значит, что он был сильно пьян).
Информация о гибели сестры Крашковой попала в прессу лишь через два дня после происшествия.
Данное происшествие весьма напоминает события, когда в автомобиль с милиционерами-свидетелями по «Врадиевскому делу» врезался автомобиль спецподразделения «Титан». Нельзя исключать, что данное «убийство в ДТП» сестры Крашковой является местью, о которой на суде говорили родственники Дрыжака: «Жаль, что не убили». Прокуратура Одесской области начала расследование по данному ДТП.